# Walentkowa Grań

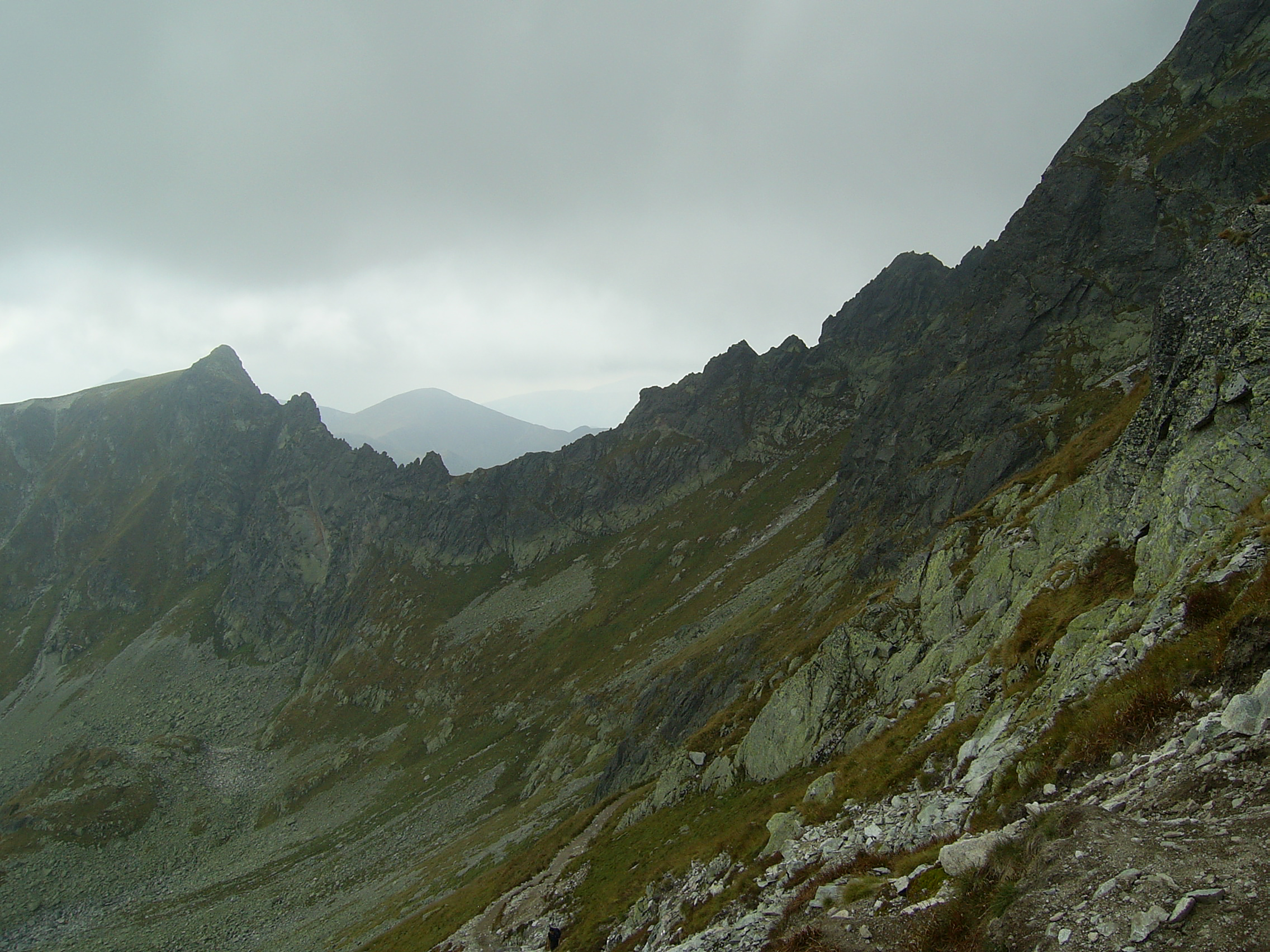
Blick vom Bergpass Zawrat

Die Walentkowa Grań sind ein Bergmassiv in der polnischen Hohen Tatra in der Woiwodschaft Kleinpolen und Gemeinde Bukowina Tatrzańska mit einer Maximalhöhe von 2301 m n.p.m. Auf dem Grat, der einen Teil des Hauptkamms der Tatra darstellt, verläuft die polnisch-slowakische Grenze.

## Lage und Umgebung
Unterhalb des Massivs liegen die Täler Dolina Ciemnosmreczyńska und Dolina Pięciu Stawów Polskich, konkret das Tal Dolina pod Kołem. Das Massiv grenzt über den Bergpass Gładka Przełęcz an das Massiv der Liptowskie Mury im Osten und über den Berg Świnica an das Massiv der Świnica im Westen. In älterem Schrifttum wurde der Bergrücken als Liptowskie Mury bezeichnet.
Der Kamm des Massivs verläuft von Westen nach Osten wie folgt:
- Gipfel Świnica – 2301 m
- Bergpass Świnicki Przechód – 2211 m
- Bergpass Walentkowa Przełęcz – 2100 m
- Gipfel Mała Walentkowa Czuba – 2107 m
- Bergpass Niżnie Walentkowe Wrótka – 2104 m
- Gipfel Pośrednia Walentkowa Czuba – 2114 m
- Bergpass Wyżnie Walentkowe Wrótka – 2113 m
- Gipfel Wielka Walentkowa Czuba – 2128 m
- Gipfel Niżnia Walentkowa Baszta – 2129 m
- Bergpass Wyżnia Walentkowa Szczerbina – 2124 m
- Gipfel Walentkowy Wierch – 2156 m
- Bergpass Gładka Przełęcz – 1994 m

## Etymologie
Der Name Walentkowa Grań lässt sich als Walentkowy Grat übersetzen. Der Name leitet sich von dem Tal Dolina Walentkowa ab, die sich in der Nähe des Bergrückens befindet.

## Flora und Fauna
Die Walentkowa Grań sind ein Rückzugsgebiet für Gämsen, Murmeltiere und Steinadler. Man findet auf ihnen alpine Vegetation.

## Tourismus
Auf den Gipfel Świnica führt ein rot markierter Wanderweg als Kammweg. Der Bergpass Gładka Przełęcz ist von polnischer Seite über einen nicht markierten Wanderweg vom Tal Dolina Pięciu Stawów Polskich sowie über einen markierten Weg von der slowakischen Seite erreichbar. Auf dem Grat selbst verläuft derzeit kein Wanderweg. Er darf der nicht ohne Genehmigung einer der Nationalparkverwaltungen begangen werden. In den 1930er Jahren gab es Pläne, die Ceprostrada über den Kamm der Liptowskie Mury und das Massiv der Świnica zu verlängern. Insbesondere Aleksander Bobkowski hat sich für die Verlängerung eingesetzt. Es wurde jedoch nur das erste Teilstück der Ceprostrada bis 1937 fertig gestellt. Schließlich hat der Ausbruch des Zweiten Weltkriegs die Pläne endgültig zunichtegemacht. Danach wurden sie nicht mehr aufgegriffen.

## Belege
- Zofia Radwańska-Paryska, Witold Henryk Paryski, Wielka encyklopedia tatrzańska, Poronin, Wyd. Górskie, 2004, ISBN 83-7104-009-1.
- Tatry Wysokie słowackie i polskie. Mapa turystyczna 1:25.000, Warszawa, 2005/06, Polkart, ISBN 83-87873-26-8.